# Wolf (Tyler, the Creator-album)
A Wolf Tyler, the Creator amerikai rapper harmadik stúdióalbuma, amely 2013. április 2-án jelent meg az Odd Future Records kiadón keresztül. A lemezen közreműködött többek között Mike G, Domo Genesis, Earl Sweatshirt, Left Brain, Hodgy Beats, Erykah Badu és Pharrell.
Az albumról egy kislemez jelent meg, a Domo23. A lemezt méltatták a szakértők, és a Billboard 200 harmadik helyén debütált, 89 ezer eladott példánnyal.

## Háttér
Tyler két korábbi albuma, a Bastard és a Goblin olyan szövegeket tartalmazott, amelyek gyakran a horrorcore műfajra jellemzőek, de amelyhez való tartozását Tyler elutasította. Egy 2011. novemberi Spin-interjúban Tyler kijelentette, hogy el akarja hagyni ezeket a témákat:
Már nem érdekel, hogy nemi erőszakról és testek feldarabolásáról beszéljek... ami érdekel, hogy furcsa hippi zenét csináljak embereknek, amit hallgatva betéphetnek. A Wolfon egy kicsit többet fogok kérkedni, pénzről és mindenféle szar vásárlásáról beszélni. De nem, mint más rapperek, én okoskodni fogok vele kapcsolatban. Emberek az első albumot akarták újra, azt nem tudom megcsinálni. 18 voltam, pénz nélkül. A harmadik albumomon van pénzem és a példaképeimmel lógok. Nem rappelhetek ugyanarról.

## Zene és szöveg
A Wolf egy koncepcióalbum, amely Wolf, Sam és Salem karaktereit követi. Dr. TC kitalált pszichológus utoljára szerepel egy Tyler-albumon, a Lone című dalon. A történet elméletileg kapcsolatban van Tyler előző két projektjével, az nem teljesen egyértelmű, hogy kronológiailag a Goblin előtt vagy után játszódik.
A nyitódal, a WOLF zongorával kezdődik, és először megjelenik a Wolf nevű karakter, a szám végén. Az Answer egy könnyű gitáralapra és erőteljes dobolásra épül. A dalon Tyler arról beszél, hogy szívesen kapcsolatba lépne apjával, akit soha nem ismert, és megemlíti, barátainak milyen problémái vannak. A Slater Tyler biciklijéről szól, amely végén Frank Ocean hallható: „Egy kibaszott biciklihez beszélsz. Lúzer.” Kathy Iandoli (Billboard) a Colossus című dalt Eminem Stanjéhez (2000) hasonlította, kijelentve, hogy Tyler „folyamatosan vált a cuki rajongás és a szexuális mánia” között. Craig Jenkins (Pitchfork) azt mondta a Rustyt a Wu-Tang Clan hangzásához hasonlította, azt írva, hogy újragondolja RZA 1990-es évekbeli produceri munkásságát. A Trashwang trap-inspirált, Iandoli hangzását Waka Flocka Flame munkáihoz hasonlította. A Treehome95 a dal, amely leginkább jazz-alapú az albumon, Coco O és Erykah Badu közreműködésével. Az album utolsó dala, a Lone Tyler utolsó találkozását írja le Dr. TC-vel, amelyben a rapper a nagyanyja halála előtti időszakról beszél.

## Kiadás
2013. február 14-én az OFWGKTA posztolt egy videót YouTube-csatornájukra, amelyben L-Boy ejtőernyőzött, és bejelentette a Wolf megjelenési dátumát, 2013. április 2-t. Ugyanezen a napon Tyler kiadott három különböző albumborítót Instagramján. A deluxe kiadáshoz járt egy poszter az album borítójáról, amelyet Mark Ryden készített, egy Wolf-naptár és egy 24 oldalas füzet dalszövegekkel. Négy nappal az album megjelenése után Tyler kiadta ingyen a lemezt a SoundCloud-fiókján.
2013. március 11. és április 11. között Tyler Észak-Amerikában és Európában turnézott. Ez volt az első szóló koncertsorozata az Odd Future nélkül. A turné Boulderben nyitott, az album megjelenése napján rendeztek egy lemezbemutatót Los Angelesben. A turnét később május 18-ig hosszabbították meg, a koncertek mind a nyugati parton voltak megrendezve, Earl Sweatshirttel. 2013. szeptember 9-én Tyler kiadott egy előzetest egy filmhez a Wolf alapján, de azóta semmi hír nem jelent meg róla.

### Kislemez
Az album első és egyetlen kislemeze, a Domo23 2013. február 14-én jelent meg, egy videóklippel együtt, amelyben szerepelt Domo Genesis, Earl Sweatshirt, Jasper Dolphin és Taco. A dal második helyet ért el a Bubbling Under Hot 100 Singles slágerlistán és 37. volt a Hot R&B/Hip-Hop Songs listán. A videó végén bemutatták a Bimmer előzetesét Frank Oceannel.

### Más dalok
2013. március 29-én megjelent egy videóklip az IFHY dalhoz, amelyen közreműködött Pharrell. A videó végén, mikor véget ér a dal, megkezdődik a Jamba videóklipje Hodgyval. Az IFHY 24. lett a Heatseekers Songs slágerlistán. 2013. október 7-én megjelentek klipek a Tamale és az Answer dalokhoz is.

### Hangszeres alapok
2023. április 7-én Tyler kiadta a Wolf összes dalának hangszeres alapját, annak tizedik megjelenési évfordulóját ünnepelve.

## Kritika
A Wolfot méltatták a szakértők, a Metacritic száz pontból 70-et adott a lemeznek, 31 kritika alapján. Az AnyDecentMusic? összesítő weboldalon pedig 6,9/10-es értékelést kapott.
Craig Jenkins (Pitchfork) szerint „a Wolffal Tyler, the Creator kiemelkedő lépést tesz előre, mint producer, zeneszerző, hangszerelő, és rapper is, akkor is, ha még mindig megjelennek egyes helyeken régi szokásai. Ennek ellenére az album egyes dalai valaha írt legjobbjai.” Jeremy D. Larson (Consequence) azt írta, hogy „Tyler – természetesen – önmaga legnagyobb ellensége.” David Jeffries (AllMusic) azt mondta, hogy „a rajongók számára egy szórakoztató album, de hajlandósága arra, hogy sokkoljon túl természetesnek érződik, szóval azok, akik korábban fárasztónak találták, most valószínűleg gyilkosnak fogják gondolni.” Chris Dart (Exclaim!) úgy érezte, hogy „ugyan Tyler valószínűleg soha nem fogja kinőni a furcsa provokátort, a Wolf bemutatja, hogy egy okos, sokoldalú előadóvá kezdett nőni.”
Jesse Cataldo (Slant) megjegyezte, hogy „a produceri munka megszokottan erős, de Tyler elnehezíti az egészet, és nem hajlandó egy rendes horgonyt adni több, mint egy órányi anyagnak.” Cataldo szerint az album mutatott fejlődést egyes aspektusokban, de Tylernek „túl kell lépnie egyes problémákon, hogy bebizonyítsa magát, mint egy nélkülözhetetlen tehetség.” Martín Caballero (The Boston Globe) azt mondta, hogy „annak ellenére, hogy egyik alteregót a másikra váltja, és apja távolmaradásától az Answerön elkezdve mindenről beszél a s’more tökéletes elkészítéséig a PartyIsntOver  / Campfire  / Bimmerön, van egy átívelő elképzelés és ügyes kivitelezés, amely sokkal jobban összetartja a dolgokat, mint a Goblinon.” Eric Diep, az XXL szakértője szerint „a Wolf eléri saját magas elvárásait azzal, hogy létrehoz egy utazást Tyler képzeletén keresztül. Attól kezdve, hogy saját pszichológusa, kifigurázza új hírnevét, minden elragadóan van dokumentálva, akkor is, ha néha gyerekesen. Még mindig van hova nőnie, talán az idő megszelídíti a megragadó előadót, akit ezen az albumon látunk. Addig viszont nem menekülhetünk el tőle.”
David Amidon (PopMatters) úgy gondolta, hogy „ha a legfontosabb kijelentés, amit mondhatok erről az albumról, hogy a Wolf nem a Goblin, akkor a második legfontosabb dolog, amit valószínűleg mondhatok, hogy Tyler maga egyáltalán nem változott. Minden hibája, mint egy koherens dalszövegíró, és személy kirakatban vannak az albumon, és ez [...] sokat tesz azért, hogy ilyen élvezhető legyen az album.” Jessica Hopper (Spin) szerint „a Wolf legfájdalmasabb hibája, és szinte egyetlen lelki kapcsolata a Bastardhoz és a Goblinhoz: a buzi szó dacos használata. Szokásosan sok időt tölt azzal, hogy elmondja, mennyire nem érdekli, hogy mit gondol róla a világ, de az, hogy mennyire számít erre a kifejezésre, hogy megtartsa figyelmünket, kicsit mást mutat.” Chris Kelly (Fact) azt írta, hogy „A Wolffal Tyler, the Creator újra izgalmas lett: nem, mint az Odd Future-birodalom vezetője, de egy producerként, aki csak most lett 22, magáévá tett egy évtizednyi Neptunes / Doom / Def Jux produceri munkát, és gyorshívóján van Pharrell, Erykah, és – legfontosabban – Frank Ocean. A ’leszarom’ hozzáállása lehet véget ért dalszövegileg, de ha produceri ethosznak tekintjük, akkor Tyler csak most kezdett munkába.”

### Ranglisták
Az XXL az albumot a 18. helyre helyezte 2013 legjobb albumai között, azt írva, hogy „Az Odd Future vezetőjének második albuma, a Wolf radikális érettséget mutatott – zeneileg és szövegileg is. Közreműködése Frank Ocean és Earl Sweatshirt Odd Future-tagokkal, Pharrell Williams és még Erykah Badu mellett is, kiemelkedő dalok megragadó narratívákkal.” A HipHopDX 2013 huszonöt legjobb albuma közé választotta.

## Számlista
Minden dal producere Tyler, the Creator, kivéve, ha az máshogy van jelölve.
| Wolf  | Wolf                                                                                        | Wolf                                                                                                  | Wolf  | Wolf | Wolf | Wolf | Wolf | Wolf | Wolf |
|       | Cím                                                                                         | Szerző(k)                                                                                             | Hossz |      |      |      |      |      |      |
| ----- | ------------------------------------------------------------------------------------------- | --- | ----- | ---- | ---- | ---- | ---- | ---- | ---- |
| 1.    | WOLF                                                                                        | | 1:50  |      |      |      |      |      |      |
| 2.    | Jamba (Hodgy Beats közreműködésével)                                                        | Tyler Okonma Gerard Long                                                                              | 3:32  |      |      |      |      |      |      |
| 3.    | Cowboy                                                                                      | | 3:15  |      |      |      |      |      |      |
| 4.    | Awkward                                                                                     | | 3:47  |      |      |      |      |      |      |
| 5.    | Domo23                                                                                      | | 2:38  |      |      |      |      |      |      |
| 6.    | Answer                                                                                      | | 3:50  |      |      |      |      |      |      |
| 7.    | Slater (Frank Ocean közreműködésével)                                                       | Okonma Christopher Breaux                                                                             | 3:53  |      |      |      |      |      |      |
| 8.    | 48                                                                                          | | 4:07  |      |      |      |      |      |      |
| 9.    | Colossus                                                                                    | | 3:33  |      |      |      |      |      |      |
| 10.   | PartyIsntOver / Campfire / Bimmer (Lætitia Sadier és Frank Ocean közreműködésével)          | Okonma Lætitia Sadier Breaux                                                                          | 7:18  |      |      |      |      |      |      |
| 11.   | IFHY (Pharrell közreműködésével)                                                            | Okonma Pharrell Williams                                                                              | 5:19  |      |      |      |      |      |      |
| 12.   | Pigs                                                                                        | | 4:14  |      |      |      |      |      |      |
| 13.   | Parking Lot (Casey Veggies és Mike G közreműködésével)                                      | Okonma Casey Jones Michael Griffin II                                                                 | 3:53  |      |      |      |      |      |      |
| 14.   | Rusty (Domo Genesis és Earl Sweatshirt közreműködésével)                                    | Okonma Dominique Cole Thebe Kgositsile                                                                | 5:09  |      |      |      |      |      |      |
| 15.   | Trashwang (Left Brain, Na-Kel, Jasper, Taco, L-Boy, Lucas és Lee Spielman közreműködésével) | Okonma Na-Kel Smith Davon Wilson Lucas Vercetti Lionel Boyce Travis Bennett Vyron Turner Lee Spielman | 4:42  |      |      |      |      |      |      |
| 16.   | Treehome95 (Erykah Badu és Coco Owino közreműködésével)                                     | Okonma Erica Wright                                                                                   | 3:00  |      |      |      |      |      |      |
| 17.   | Tamale                                                                                      | | 2:46  |      |      |      |      |      |      |
| 18.   | Lone                                                                                        | | 4:00  |      |      |      |      |      |      |
| 71:17 |                                                                                             | |       |      |      |      |      |      |      |

| 1. | Girl 45 (Instrumental) | 2:13 |

Hangminták
- 48: XXL-interjú Tyler, the Creatorrel és Nasszal.

## Közreműködők
| Zenészek - Frank Ocean – további vokál (4, 8) - Syd Bennett – további vokál (6) - Colin Boyd – további zongora (9) - Elijah és Parys Hall – további vokál (10) - Joslyn Leonti – további vokál (10) - Jason Dill – további vokál (14) - Tallulah – további vokál (17) - Lionel Boyce – további vokál - Sarah Parker – további vokál | Utómunka - Vic Wainstein – felvételek (összes) - Manny Marroquin – keverés (1, 7, 8, 10, 11, 16, 17) - Trehy Harris – keverési asszisztens (1–4, 12–15) - Jaycen Joshua – keverés (2–5, 12–15) - Andrew Dawson – keverés (6, 9, 10, 18) - Chris Galland – keverési asszisztens (7, 8, 10, 11, 16, 17) - Delbert Bowers – keverési asszisztens (7, 8, 10, 11, 16, 17) - Sterling Winfield – felvételek (16) - Phil Toselli – design - Tyler, the Creator – design - Brian Gardner – maszterelés - Bernie Grundman – maszterelés - Eddy Tekeli – fényképész |

## Slágerlista
Az Egyesült Államokban a Wolf a harmadik helyen debütált a Billboard 200-on, 89 ezer példány kelt el belőle. Második hetében további 18 ezret adtak el belőle.
| Slágerlista (2013)                          | Legmagasabb pozíció |
| ------------------------------------------- | ------------------- |
| Ausztrália (ARIA Top 50 Albums)             | 19                  |
| Belgium (Ultratop Flandria)                 | 48                  |
| Dánia (Hitlisten Album Top 40)              | 10                  |
| Egyesült Királyság (UK Albums Chart)        | 17                  |
| Egyesült Királyság (UK R&B Albums)          | 2                   |
| Egyesült Királyság (Scottish Albums)        | 25                  |
| Franciaország (SNEP Album Top 100)          | 116                 |
| Hollandia (Dutch Charts Album Top 100)      | 86                  |
| Írország (IRMA)                             | 46                  |
| Japán (Oricon Albums)                       | 111                 |
| Kanada (Billboard Canadian Albums Chart)    | 2                   |
| Norvégia (VG-lista Album Top 40)            | 15                  |
| USA Billboard 200                           | 3                   |
| USA Top R&B/Hip-Hop Albums (Billboard)      | 2                   |
| Új-Zéland (Recorded Music NZ Top 40 Albums) | 30                  |

| Slágerlista (2021)               | Legmagasabb pozíció |
| -------------------------------- | ------------------- |
| Németország (Offizielle Top 100) | 99                  |

| Slágerlista (2013)                     | Pozíció |
| -------------------------------------- | ------- |
| Ausztrália (ARIA Urban Albums)         | 42      |
| USA Billboard 200                      | 181     |
| USA Top R&B/Hip-Hop Albums (Billboard) | 41      |

## Minősítések
| Régió                                                            | Minősítés  | Eladott példányszám |
| ---------------------------------------------------------------- | ---------- | ------------------- |
| Egyesült Államok (RIAA)                                          | 1× platina | 1 000 000‡          |
| Egyesült Királyság (BPI)                                         | ezüst      | 60 000‡             |
| ‡ Eladási+streaming példányszámok kizárólag a minősítés alapján. |            |                     |